# Вулиця Богдана Котика
Ву́лиця Богда́на Ко́тика — вулиця у Личаківському районі міста Львова, в місцевості Цетнерівка. Сполучає вулиці Личаківську та Юрія Руфа.

## Назва
- 1913— жовтень 1945 — Добжанського, на честь польського письменника, театрального діяча, політика та засновника польського гімнастичного товариства «Сокіл» Яна Добжанського[6].
- жовтень—грудень 1945 — Ахтирська, на згадку про українське місто Охтирка[7].
- грудень 1945—1950 — знов вулиця Добжанського[8].
- 1950—1965 — знов вулиця Ахтирська[9].
- 1965—1997 — Борсоєва, на честь радянського військовика, гвардії полковника, Героя Радянського Союзу Володимира Борсоєва, який загинув 1945 року та був похований у Львові[10][11].
- Від 1997 року — сучасна назва Богдана Котика, на пошану українського радянського діяча, голови Львівського міськвиконкому, народного депутата України 1-го скликання Богдана Котика[9][12].

## Забудова
В архітектурному ансамблі вулиці Богдана Котика присутні сецесія та п'ятиповерхова забудова радянського часу.
№ 1 — триповерховий житловий будинок на розі з вулицею Личаківською, збудований на початку XX століття в стилі сецесії. В наріжнику будинку тривалий час працювало кафе-бар «Кайзервальд», нині тут міститься ресторан-піцерія «La Famiglia».
№ 3 — триповерховий житловий будинок на розі з вулицею Личаківською, збудований на початку XX століття в стилі сецесії.
№ 4 — п'ятиповерховий будинок збудований у 1960-х роках як гуртожиток Львівської автобази № 1. На початку 1990-х років належав автобазі, нині — житловий будинок, який перебуває у приватній власності одного з колишніх акціонерів підприємства.
№ 2, 5, 7 — п'ятиповерхові житлові будинки збудовані у 1960-х роках. В будинку № 2 містяться продуктовий магазин «Вишня-екстра» та салон краси «L'amour».
№ 7а — восьмиповерхова офісна будівля. Тут до 1990-х років містилася базова метрологічна лабораторія «Побутрадіотехніка», нині — бізнес-центр.